# تشارلز هورنيغ
تشارلز هورنيغ (بالإنجليزية: Charles Hornig)‏ (25 مايو 1916 - 11 أكتوبر 1999)؛ روائي أمريكي.